# 佩麗冉卡·曹帕拉
朴雅卡·乔普拉·乔纳斯（發音：[pɾɪˈjəŋka ˈtʃoːpɽa]；1982年7月18日—），印度电影和电视女演員。
1982年生于賈坎德邦的詹謝普爾；在2000年獲選為印度小姐與全球世界小姐後，即活躍於印度影壇。曾參演多部寶萊塢電影，就商業片而言堪稱成功，並且兩度榮獲：印度電影觀眾獎。
2015年，她在美国广播公司（ABC）電視連續劇《谍网》（Quantico）中擔任女主角Alex Parrish，成為美國首位南亞裔電視連續劇女主角。

## 早年生活

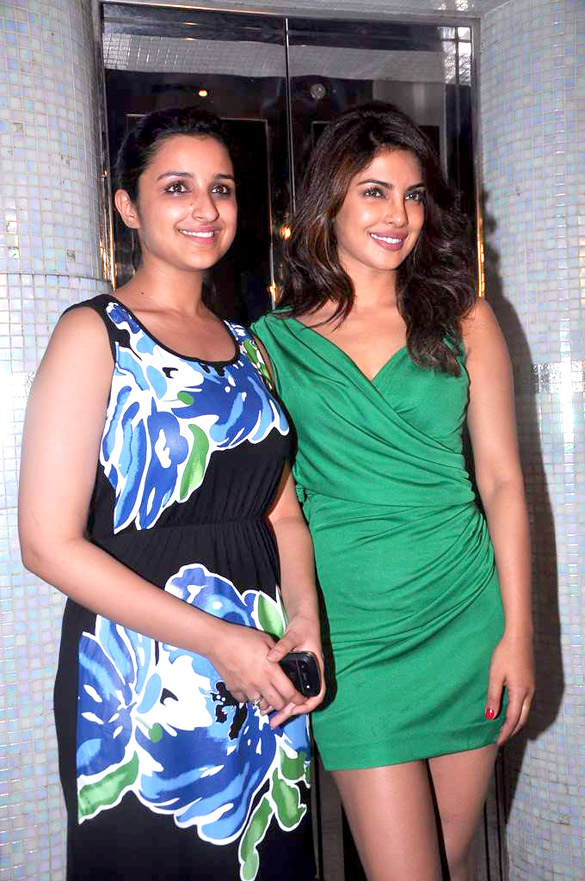
朴雅卡和堂妹帕麗萊蒂。

朴雅卡生于賈坎德邦詹謝普爾市。父親名：阿碩克·乔普拉（Ashok Chopra）、母親名：马德胡·阿克豪麗（Madhu Akhauri），家裡還有一個比她小八歲的弟弟西德哈斯·乔普拉（Siddharth Chopra）。父母兩人同為印軍醫士；父親生于旁遮普邦，通曉旁遮普語、孟加拉語、瑪拉地語；母親生于泰米爾納德邦，通曉泰米爾語、馬拉雅拉姆語、卡纳达语、泰盧固語四種語言。她的堂妹帕麗萊蒂·乔普拉（Parineeti Chopra）也是寶萊塢演員。
她童年時代曾在北方邦的柏瑞利（Bareilly）生活過。從學於聖馬利亞·葛雷蒂學校（St. Maria Goretti）。後來到美國馬塞諸塞州牛頓北中學（Newton North High School）留學，然後入愛荷華州北雕爾塔高中（North Delta Senior Secondary School），2000年初回到柏瑞利的軍辦中學學成畢業。

## 選美優勝
2000年，入孟買宰辛得學院（Jai Hind College）學院學習。不久報名參加印度小姐競賽，獲得后冠，旋即代表印度參加全球世界小姐競賽，不負眾望再奪冠軍。
值得一提的是當年是印度佳麗同時獲得世界小姐（她本人）、環球小姐（拉臘·杜達'）以及亞太小姐（荻雅·梅莎）的冠軍，可謂開創了「世紀紀錄」。

## 演藝生涯

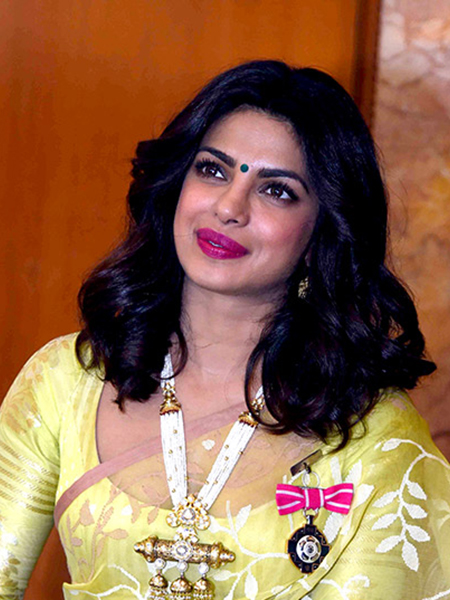
朴雅卡獲得莲花士勋章的记者招待会上，2016年

榮獲世界小姐之後，朴雅卡隨即進入電影圈。她2001年拍的第一部電影叫《泰米蟬》（Thamizhan），是泰米爾語電影。2003年，始出于寶萊塢，在《俊諜奇情》中飾演配角，獲傳媒好評。另一部電影《Andaaz》使她得到印度電影觀眾新人獎。同時與她在這部影片中演出對手戲的著名男演員阿克夏·庫馬也獲獎。
爾後好幾部電影都表現平平，至2004年影片《Mujhse Shaadi Karogi》獲得巨大成功，為當年的第三大票房。次年在電影《Andaaz》中她出演一個反派角色，有一些像狄美·摩亞在電影《Disclosure》中的角色，她因此獲得了年度《印度電影觀眾──反派角色獎》。同年她加入印度電影全明星環球大巡演，該次巡演陣容包括：沙·魯克·罕、普萊蒂·津達、賽伊夫·阿里·罕、拉妮·穆科吉、和阿葰·蘭帕爾。

## 爭議
2019年8月10日，朴雅卡參加位於洛杉磯的美容論壇Beatycon。在論壇討論到日常慈善與女性培力的議題時，一名巴基斯坦裔的美妝部落客Ayesha Malik向她提問同年2月26日朴雅卡的推特推文 （页面存档备份，存于）“Jai Hind”以及“#IndianArmedForces.”是否和她身為聯合國兒童基金會和平大使的角色相違背，以及「支持核武」。發問題中Ayesha Malik的麥克風隨即被拿走，而台上的朴雅卡說：「你吵完了嗎？（Until you done venting.）」接著宣稱自己並非支持戰爭，自己「有很多巴基斯坦朋友」，且「我不特別喜歡戰爭但我很愛國。」，最後表示所有人都應該「妥協」。這段影片流出後，遭許多人質疑朴雅卡「虛偽」，不適任聯合國兒童基金會和平大使一職。

## 个人生活
2018年8月，她在印度和美国男歌手尼克·強納斯举行订婚仪式。同年12月1日，喬普拉和強納斯在焦特布尔举行婚礼。2022年他們迎來第一個孩子。

## 代表作

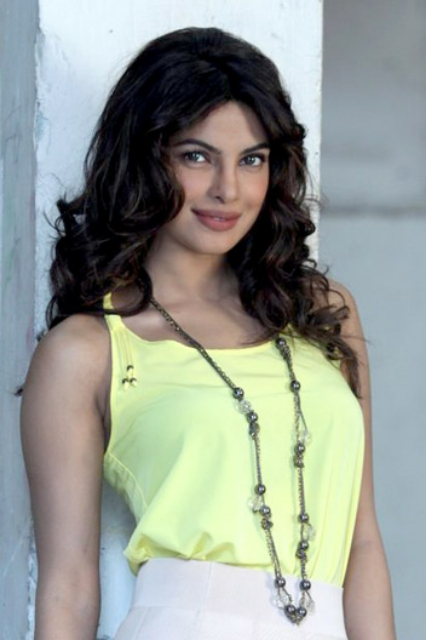
朴雅卡在2012年的一個電影宣傳活動上。

- 《愛情的禮讚》 （2007年）──由尼基·阿凡提導演，盡出當今寶萊塢全明星陣容。她在片中飾演一個（非情節的）歌舞演員，獲得觀眾好評。
- 《孟買大追捕2》 （2006年）──這是迄今最成功的一部影片。
- 《Mujhse Shaadi Karogi》 （2004年）── 影片非常成功，其表演獲得媒介一致好評。

## 外部連結
- 朴雅卡·乔普拉（Priyanka Chopra）在互联网电影资料库（IMDb）上的資料（英文）
- 佩麗冉卡·曹帕拉的Instagram帳戶